# 마쓰시마정
마쓰시마정(일본어: 松島町 마쓰시마마치[*])은 일본 미야기현 중부 미야기군에 있는 정이다. 일본 삼경 중 하나인 마쓰시마섬의 관광 거점으로 알려진 정이다.

## 지리
미야기현 중부에 위치하고 오우산맥부터 태평양까지 뻗어 있는 순상대지인 마쓰시마 구릉이 바다로 들어가는 마쓰시마만에 접해 있다. 마쓰시마 구릉 및 마쓰시마만의 다도해가 만들어 내는 풍경은 풍광이 맑고 아름다워 옛날부터 알려져 있었고 고대부터 시의 소재가 된 명소로, 현재는 관광지로서 여행자를 끌어들이고 있다.

## 역사
- 1928년 1월 1일 - 정으로 승격하였다.

## 인구
| 연도 | 인구   | ±%     |
| ---- | ------ | ------ |
| 1920 | 7,644  | —      |
| 1930 | 9,155  | +19.8% |
| 1940 | 10,064 | +9.9%  |
| 1950 | 15,333 | +52.4% |
| 1960 | 15,045 | −1.9%  |
| 1970 | 16,004 | +6.4%  |
| 1980 | 17,246 | +7.8%  |
| 1990 | 17,431 | +1.1%  |
| 2000 | 17,059 | −2.1%  |
| 2010 | 15,085 | −11.6% |

## 교통

### 철도
- 동일본 여객철도
  - 도호쿠 본선
  - 센세키선

### 도로
- 산리쿠 자동차도
- 국도 45호선
- 국도 346호선(일본어판)